# الدوري الأيرلندي 1909–10
الدوري الأيرلندي 1909–10 (بالإنجليزية: 1909–10 Irish League)‏ هو الموسم 20 من الدوري الأيرلندي. أشرف على تنظيمه الاتحاد الأيرلندي لكرة القدم، وفاز فيه نادي كليفتونفيل.